# Thierry Toutain
Thierry Toutain (Fourmies, 14 februari 1962) is een voormalige Franse atleet, die zich had toegelegd op het snelwandelen. Hij was wereldrecordhouder op drie verschillende nummers, waarvan hij het record op de 50.000 m snelwandelen het langst in zijn bezit had, zo'n veertien en een half jaar.

## Loopbaan
Toutain kwam op de grote toernooien meestal uit op de 20 km snelwandelen. Hij maakte zijn olympisch debuut in 1988 op de Olympische Spelen van 1988 in Seoel, en werd achttiende. Bij de Olympische Spelen van 1992 werd hij gediskwalificeerd, bij de Olympische Spelen van 1996 in Atlanta werd hij tiende.
Ook bij wereldkampioenschappen liep hij niet in de prijzen; zijn beste resultaat was een negende plaats bij de wereldkampioenschappen van 1991 in Tokio. 
Wel medailles haalde hij in Europees verband. Bij de Europese kampioenschappen van 1990 in Split haalde hij een bronzen medaille op hetzelfde nummer achter de Tsjechoslowaak Pavol Blažek en de Spanjaard Daniel Plaza. Vier jaar later kwam hij bij de EK van 1994 uit op het 50 km snelwandelen, en veroverde het zilver ruim achter de Rus Valeri Spitsyn en vlak voor de Italiaan Giovanni Perricelli.
Nadat Toutain in 1994 het Europees record op het 50.000 meter snelwandelen op de baan had verbeterd, nam zijn landgenoot René Piller hem dat record snel daarna weer af, en brak zelfs het wereldrecord. Op 29 september 1996 herhaalde Toutain echter dat huzarenstukje, en stelde in Héricourt het wereldrecord op 3:40.57,9 uur. Dit record bleef overeind tot 12 maart 2011, toen zijn landgenoot Yohann Diniz er 5,5 minuten vanaf haalde. Toutain is van 1991 tot 1992 ook in het bezit geweest van de wereldrecords op de 30.000 m en 2 uur snelwandelen. Deze records werden overgenomen door Maurizio Damilano.
In 1993 brak Thierry Toutain zijn heup, nadat hij was geschept door een fiets. Hij is getrouwd, heeft een kind en is politieman van beroep. Momenteel is hij trainer.

## Titels
- Frans kampioen 20 km snelwandelen - 1989, 1990, 1991, 1994, 1996
- Frans kampioen 50 km snelwandelen - 1988, 1993, 1997

## Persoonlijke records
Baan
| Onderdeel             | Prestatie         | Datum             | Plaats    |
| --------------------- | ----------------- | ----------------- | --------- |
| 1 uur snelwandelen    | 15.167 m          | 2 juni 1993       | Delle     |
| 20.000 m snelwandelen | 1:21.14,9         | 22 maart 1992     | Héricourt |
| 2 uur snelwandelen    | 29.090 (ex-WR)    | 24 maart 1991     | Héricourt |
| 30.000 m snelwandelen | 2:03.56,5 (ex-WR) | 24 maart 1991     | Héricourt |
| 50.000 m snelwandelen | 3:40.57,9 (ex-WR) | 29 september 1996 | Héricourt |

Weg
| Onderdeel          | Prestatie | Datum            | Plaats    |
| ------------------ | --------- | ---------------- | --------- |
| 20 km snelwandelen | 1:20.43   | 19 april 1997    | Poděbrady |
| 50 km snelwandelen | 3:43.52   | 13 augustus 1994 | Helsinki  |

## Palmares

### 20 km snelwandelen
- 1988: 18e OS - 1:22.55
- 1989:  Jeux de la Francophonie - 1:35.08
- 1990:  EK - 1:23.22
- 1991:  Wereldbeker - 1:20.56
- 1991: 9e WK - 1:21.22
- 1992: DQ OS
- 1996: 10e OS - 1:21.56
- 1997: 22e Wereldbeker - 1:20.43
- 1999: 48e Wereldbeker - 1:29.10

### 50 km snelwandelen
- 1987: 14e WK - 3:56.34
- 1994:  EK - 3:43.52
- 1996: DQ OS